# 小池清
小池 清（こいけ きよし、1931年8月10日 - 2012年4月28日）は、元アナウンサー。毎日放送勤務後、フリーアナウンサーに転身した。

## 来歴・人物
東京府東京市滝野川区（現在の東京都北区）田端出身。東京都立北園高等学校を経て、早稲田大学第一文学部英文科へ進学した。早大の同期には俳優の宇津井健（中退）や元読売ジャイアンツ選手の広岡達朗、元日本テレビアナウンサーの金原二郎らがいた。
大学卒業後の1954年4月に、新日本放送にアナウンサーとして入社した。当時の新日本放送はラジオ単営局で、同期のアナウンサーに藤本永治がいる。なお、新日本放送は1958年に「毎日放送」と改称し、1959年3月1日に、テレビ（以下「MBSテレビ」と略記）の本放送を開始した。

入社2年目の1955年には、ラジオ番組『近鉄パールクイズ』の司会に抜擢された。さらにMBSテレビでは、1963年10月から1983年9月までの20年間にわたって、同番組のノウハウを継承した『アップダウンクイズ』(NETテレビ（現在のテレビ朝日）系列一部局ネット⇒1975年4月からTBS系列全国ネット）に出演（当初は出題役、1964年4月5日放送分から2代目司会）した。司会時代には、オープニングの「ハワイへのご招待。10問正解して、さぁ、（夢の）ハワイへ行きましょう！」というフレーズと、臨機応変にしてスピード感あふれる進行で全国区の知名度と人気を得た。
その一方で、若手アナウンサー時代には、スポーツ中継にも出演した。MBSテレビがNET系列だった時期の『大相撲ダイジェスト』では大相撲春場所、1964年の日本シリーズ「南海対阪神」第3戦（大阪スタヂアム）ではラジオでそれぞれ実況を担当した。
1976年1月5日からは、『MBSナウ』（MBSテレビが初めて平日の夕方に編成したローカルワイドニュース）の初代メインキャスターに就任した。その後は、アナウンサーとしての活動を続けながら、アナウンス室長として『あどりぶランド』（放送局のアナウンサーが全員出演した日本初のテレビ番組）の誕生などに携わった。
1984年5月31日付の人事異動でアナウンサー室を離れたが、『あどりぶランド』には同年6月6日放送分、『MBSナウ』には同年9月末まで出演していた（後任のアナウンサー室長は同期入社の藤本）。その後は、異動先の秘書室で1986年まで室長を務めたのを皮切りに、報道局解説委員長や社長室長を務めた。1993年8月に毎日放送を定年で退職してからは、子会社のMBS企画で代表取締役社長や顧問を務めた。
2000年7月からはフリーアナウンサーとして、MBSテレビ『ちちんぷいぷい』のVTR紀行コーナー「佐川満男の前略、旅先にて」や、夏休み期間中の特別企画「ハッピーアワーたいそう」（2010年・2011年）でナレーターを担当した。「前略、旅先にて」の終了（2011年9月28日放送分）を機に同番組を降板するまで、ゆったりした口調で往年の名調子を披露していた。また、毎日放送の開局記念番組や特別番組にも、スペシャルゲストとしてたびたび出演した。『アップダウンクイズ』にちなんだ特別企画に登場したり、新日本放送時代やテレビ草創期の貴重な思い出話を披露した。
『ちちんぷいぷい』降板から約半年後の2012年4月28日、肺炎のため入院先の病院で死去した。80歳没。

## 出演していた番組
テレビ
報道・情報番組（フリー転身後も含めて）
| 期間      | 期間      | 番組名                         | 役職                                                 | 備考                                      |
| --------- | --------- | ------------------------------ | ---------------------------------------------------- | ----------------------------------------- |
| 1976年1月 | 1984年9月 | MBSナウ                        | 月～水曜日メインキャスター                           | 番組降板3ヵ月は、報道局解説委員として担当 |
| 1985年1月 | 1993年    | 大阪株式市況・北浜ホットライン | スタジオキャスター                                   |                                           |
| 1988年1月 | 1992年9月 | はやおきワイド530              | ニュース担当キャスター                               | 報道局解説委員長時代に担当                |
| 2000年7月 | 2011年9月 | ちちんぷいぷい                 | 水曜日コーナー『佐川満男の前略、旅先にて』ナレーター | フリーとして出演                          |

バラエティ・クイズ関連・ドキュメンタリー・スポーツ・特別番組
- アップダウンクイズ（開始から1975年3月までANN系主要局ネット、同年4月からTBS系全国ネット）1964年4月から1983年9月まで司会を担当
- 野生の王国（全国ネット、ナレーター、1983年6月 - 1984年9月）それまでナレーターを務めていた八木治郎の死去（1983年4月）にともなう措置
- 大相撲ダイジェスト（NET系列局時代に全国ネットで放送）スポーツアナウンサーとして大相撲春場所（大阪開催）の実況を担当
- 毎日放送開局40周年記念特別番組「MBS40 ラジオからテレビへ」（1990年9月）
- 毎日放送開局50周年記念特別番組（2001年9月）『アップダウンクイズ』復活版の司会を担当
- あどりぶランド（1984年1月 - 6月）

ラジオ
- 近鉄パールクイズ（司会）新日本放送時代の1955年10月13日から、1958年11月27日の最終回まで担当。
- こちら山中デスクです（TBSラジオ、2007年12月17日放送分ゲスト）

以下はいずれも、毎日放送ラジオ（MBSラジオ）で放送された特別番組
- MBS千里丘フェスティバル・ファイナル「さてはトコトン菊水丸・あぁ千里丘スペッシャル」（2007年7月16日、佐々木と共にスタジオゲストで出演）
- 31.5時間ラジオ MBS史上最大のラジオ祭り 歌でつなげる60年 目指せ1179曲てアンタ!?（2010年8月31日）同期入社の藤本、新日本放送時代からの同僚だった坂本登志子（元アナウンサー）とともに、「1950年代後半」パートのゲストで出演。

## 関連人物
- 佐々木美絵（『アップダウンクイズ』の出題者で、アナウンサー時代の部下）
- 西郷輝彦（『アップダウンクイズ』の後任司会。）
- 八木治郎（急逝前日に放送された『アップダウンクイズ』が、本人にとって最後のテレビ出演となった。翌週の放送内で小池が訃報をコメント）
- 藤本永治（小池の同期アナウンサー。小池の後任でアナウンス室長を務めた）
- 斎藤努（アナウンサー時代の部下で、佐々木美絵の夫。小池の後を継ぐ形で『MBSナウ』のメインキャスターを務めた）
- 佐川満男
- 角淳一（アナウンサー時代の部下で、『ちちんぷいぷい』の初代メインパーソナリティ。小池と同時に同番組を降板した）
- 平松邦夫（元・大阪市長。アナウンサー時代の部下で、小池・斎藤と同様に『MBSナウ』のメインキャスターを長年担当）
- 島村俊治
- 児玉清（朝日放送『パネルクイズ アタック25』の初代司会者で、出身地が小池と同じ。2011年5月に77歳で没）
- 田中和泉（元TBS。小池と早稲田大学、JRN系列の同期、生年月日が1日違い、出身地も同じなどの共通点があり、後年には小池同様、役員も歴任。2020年1月に88歳で没）